# Campionati del mondo di atletica leggera 1991 - Decathlon
La gara di decathlon ai Campionati del mondo di atletica leggera 1991 è stata disputata nelle giornate del 29 agosto (100m, salto in lungo, getto del peso, salto in alto e 400m) e 30 agosto (110 metri ostacoli, lancio del disco, salto con l'asta, lancio del giavellotto e 1500 metri) nello Stadio Olimpico di Tokyo.

## Podio
| Pos.    | Atleta           | Nazionalità | Tempo    |
| ------- | ---------------- | ----------- | -------- |
| Oro     | Dan O'Brien      | Stati Uniti | 8812 pt. |
| Argento | Mike Smith       | Canada      | 8549 pt. |
| Bronzo  | Christian Schenk | Germania    | 8394 pt. |

## Situazione pre-gara

### Record
Prima di questa competizione, il record del mondo (RM) e il record dei campionati (RC) erano i seguenti.
| Record                | Prestazione | Atleta                       | Data                                   | Competizione                 |
| --------------------- | ----------- | ---------------------------- | -------------------------------------- | ---------------------------- |
| Record mondiale       | 8847 pt.    | Daley Thompson Gran Bretagna | 9 agosto 1984 Los Angeles, Stati Uniti | Giochi della XXIII Olimpiade |
| Record dei campionati | 8666 pt.    | Daley Thompson Gran Bretagna | 13 agosto 1983 Helsinki, Finlandia     | Mondiali 1983                |

### Campioni in carica
I campioni in carica a livello mondiale e olimpico erano:
| Campione | Atleta                        | Prestazione | Data                                  | Competizione         |
| -------- | ----------------------------- | ----------- | ------------------------------------- | -------------------- |
| Olimpico | Christian Schenk Germania Est | 8488 pt.    | 29 settembre 1988 Seul, Corea del Sud | Giochi olimpici 1988 |
| Mondiale | Torsten Voss Germania Est     | 8680 pt.    | 4 settembre 1987 Roma, Italia         | Mondiali 1987        |

### La stagione
Prima di questa gara, gli atleti con le migliori tre prestazioni dell'anno erano:
| Pos. | Atleta                    | Prestazione | Data                               |
| ---- | ------------------------- | ----------- | ---------------------------------- |
| 1    | Christian Plaziat Francia | 8518 pt.    | 7 luglio 1991 Helmond, Paesi Bassi |
| 2    | Mike Smith Canada         | 8427 pt.    | 16 giugno 1991 Götzis, Austria     |
| 3    | Christian Schenk Germania | 8402 pt.    | 7 luglio 1991 Helmond, Paesi Bassi |

## Risultati

### Tutte le prove
- Il punteggio più alto ottenuto in ciascuna prova.

| Pos.    | Atleta            | Paese            | Totale   | 100 m | Lungo | Peso  | Alto | 400 m | 110 hs | Disco | Asta | Giavell. | 1500 m  |
| ------- | ----------------- | ---------------- | -------- | ----- | ----- | ----- | ---- | ----- | ------ | ----- | ---- | -------- | ------- |
| Oro     | Dan O'Brien       | Stati Uniti      | 8812 pt. | 10"41 | 7,90  | 16,24 | 1,91 | 46"53 | 13"94  | 47,20 | 5,20 | 60,66    | 4'37"50 |
| Argento | Mike Smith        | Canada           | 8549 pt. | 10"81 | 7,67  | 15,69 | 2,09 | 47"53 | 14"78  | 48,42 | 4,40 | 65,46    | 4'29"14 |
| Bronzo  | Christian Schenk  | Germania         | 8394 pt. | 11"37 | 7,55  | 15,77 | 2,18 | 50"10 | 15"26  | 45,98 | 4,90 | 61,98    | 4'22"58 |
| 4       | Robert Změlík     | Cecoslovacchia   | 8379 pt. | 10"85 | 7,84  | 13,42 | 2,00 | 49"48 | 14"07  | 44,04 | 5,00 | 57,80    | 4'21"24 |
| 5       | Petri Keskitalo   | Finlandia        | 8318 pt. | 10"93 | 7,58  | 15,06 | 2,03 | 50"26 | 14"27  | 44,22 | 4,80 | 69,22    | 4'46"03 |
| 6       | Simon Poelman     | Nuova Zelanda    | 8267 pt. | 10"82 | 7,32  | 15,88 | 2,06 | 50"10 | 14"63  | 45,06 | 5,00 | 56,56    | 4'36"36 |
| 7       | Eduard Hämäläinen | Unione Sovietica | 8233 pt. | 10"99 | 7,34  | 15,16 | 2,09 | 49"28 | 14"51  | 45,48 | 4,90 | 55,64    | 4'36"85 |
| 8       | Antonio Peñalver  | Spagna           | 8200 pt. | 11"17 | 7,32  | 16,52 | 2,03 | 50"00 | 15"38  | 50,66 | 4,50 | 63,08    | 4'32"95 |
| 9       | Christian Plaziat | Francia          | 8122 pt. | 10"88 | 7,28  | 13,87 | 2,09 | 48"72 | 14"38  | 44,30 | 4,90 | 48,62    | 4'29"98 |
| 10      | Thorsten Dauth    | Germania         | 8069 pt. | 10"74 | 6,99  | 15,36 | 2,03 | 48"13 | 14"88  | 42,96 | 4,30 | 60,46    | 4'28"09 |
| 11      | Beat Gähwiler     | Svizzera         | 8011 pt. | 11"27 | 7,13  | 13,86 | 1,88 | 49"18 | 14"73  | 44,36 | 4,80 | 60,36    | 4'11"82 |
| 12      | Michael Kohnle    | Germania         | 8000 pt. | 10"90 | 7,52  | 14,47 | 2,03 | 49"63 | 14"57  | 42,28 | 4,70 | 58,68    | 4'51"98 |
| 13      | Alain Blondel     | Francia          | 7848 pt. | 11"03 | 7,20  | 13,15 | 1,94 | 48"43 | 14"49  | 39,16 | 4,80 | 55,40    | 4'30"56 |
| 14      | Munehiro Kaneko   | Giappone         | 7672 pt. | 11"33 | 7,18  | 13,49 | 1,94 | 50"19 | 15"17  | 43,76 | 4,50 | 60,84    | 4'37"86 |
| 15      | Paul Scott        | Australia        | 7663 pt. | 11"01 | 6,82  | 12,31 | 1,97 | 48"15 | 15"46  | 39,14 | 4,50 | 61,78    | 4'27"13 |
| 16      | Jan Trefny        | Svizzera         | 7610 pt. | 11"41 | 6,59  | 13,93 | 1,91 | 49"31 | 15"00  | 41,36 | 4,30 | 60,84    | 4'16"95 |
| 17      | Lars Warming      | Danimarca        | 7529 pt. | 11"28 | 6,90  | 13,28 | 1,85 | 48"84 | 15"02  | 42,06 | 4,40 | 53,02    | 4'21"79 |
| 18      | Saša Karan        | Jugoslavia       | 7468 pt. | 11"32 | 6,79  | 13,06 | 1,94 | 49"53 | 15"37  | 47,16 | 4,20 | 52,38    | 4'30"03 |
| 19      | Alper Kasapoğlu   | Turchia          | 7211 pt. | 11"14 | 6,85  | 12,62 | 1,94 | 50"90 | 15"50  | 40,90 | 4,40 | 48,22    | 4'41"62 |
| 20      | Rob Muzzio        | Stati Uniti      | 7133 pt. | 11"41 | 6,80  | 16,62 | 1,97 | 51"42 | 15"33  | 50,06 | 4,70 | 56,00    | dnf     |
| 21      | Dave Johnson      | Stati Uniti      | 6378 pt. | 11"16 | 6,65  | 14,61 | 1,97 | 50"78 | 15"07  | 46,56 | nm   | 68,08    | dnf     |
| 22      | Marco Baffi       | Italia           | 6209 pt. | 11"27 | 6,98  | 12,35 | 1,94 | 50,00 | 15"93  | 38"70 | nm   | 39,44    | 4'54"15 |
| –       | Mikhail Medved    | Unione Sovietica | dnf      | 11"25 | 7,26  | 16,17 | 2,00 | 50"33 | 14"96  | 49,94 | nm   | dns      | –       |
| –       | Henrik Dagård     | Svezia           | dnf      | 10"88 | 7,29  | 13,19 | 1,97 | 48"29 | 14"96  | 41,16 | dns  | –        | –       |
| –       | Pedro da Silva    | Brasile          | dnf      | 11"16 | 7,12  | 14,39 | 1,94 | 51"18 | dnf    | dns   | –    | –        | –       |
| –       | Homelo Vi         | Tonga            | dnf      | 11"34 | 6,15  | nm    | 1,82 | dq    | dns    | –     | –    | –        | –       |
| –       | Dezső Szabó       | Ungheria         | dnf      | 11"06 | nm    | –     | –    | –     | –      | –     | –    | –        | –       |
| –       | Lee Fu-an         | Taipei cinese    | dns      | dns   | –     | –     | –    | –     | –      | –     | –    | –        | –       |
| –       | Anthony Brannen   | Gran Bretagna    | dns      | dns   | –     | –     | –    | –     | –      | –     | –    | –        | –       |
| –       | Viktor Radchenko  | Unione Sovietica | dns      | dns   | –     | –     | –    | –     | –      | –     | –    | –        | –       |